# 娘蒲乡
娘蒲乡（藏語：ཉང་པོ，威利转写：nyang-po），是中华人民共和国西藏自治区林芝市工布江达县下辖的一个乡镇级行政单位。

## 行政区划
娘蒲乡下辖以下地区：
拉如村、尼木朗村、朝纳村、同吉村、岗纳村、吾纳村和米瑞村。